# Phragmites karka
Phragmites karka là một loài thực vật có hoa trong họ Hòa thảo. Loài này được (Retz.) Trin. ex Steud. miêu tả khoa học đầu tiên năm 1841.